# Nebenangebot
Ein Nebenangebot (synonym gebrauchte Begriffe: Sondervorschlag, Änderungsvorschlag, Variante) ist ein Angebot, das eine Abweichung von der vorgesehenen Leistungsausführung darstellt. Der Begriff ist insbesondere relevant bei der Vergabe von Leistungen in förmlichen Vergabeverfahren.

## Definition
Ein Nebenangebot liegt nach VOB/A vor, wenn ein Angebot inhaltlich von den vom Auftraggeber in dessen Leistungsbeschreibung vorgesehenen Leistungsausführung abweicht. Um von der Vergabe nicht ausgeschlossen zu werden, muss das Nebenangebot, soweit es sich um eine Abweichung von den technischen Spezifikationen im Sinne des § 7 Abs. 3 bis 8 VOB/A handelt, mit dem geforderten Schutzniveau in Bezug auf Sicherheit, Gesundheit und Gebrauchstauglichkeit gleichwertig sein. Die Abweichung muss im Angebot eindeutig gekennzeichnet sein und die Gleichwertigkeit mit dem Angebot ist zu belegen (vgl. § 13 Abs. 2 VOB/A). Weiterhin müssen die in den Vergabeunterlagen vom Auftraggeber festgelegten Mindestanforderungen erfüllt sein (vgl. § 8 Abs. 2 Nr. 3 und § 16 Abs. 1 Nr. 1 VOB/A).
Die inhaltliche Abweichung von Nebenangeboten kann sich auf die Leistung selbst, die Rahmenbedingungen des Vertrags oder die Abrechnung beziehen. Unerheblich sind dabei Grad, Umfang und Bedeutung der inhaltlichen Abweichung. Nebenangebote müssen auf besonderer Anlage gemacht und als solche deutlich gekennzeichnet werden.

## Regelungen
Neben der deutschen VOB enthalten auch europarechtliche Regelwerke Vorgaben zu Nebenangeboten. Praxisrelevanz entfaltet insbesondere die Vergabekoordinierungsrichtlinie, in der unter § 24 Varianten die Bedingungen für Nebenangebote geregelt sind. Aus dieser Vorschrift ergibt sich insbesondere die Verpflichtung von Auftraggebern, den Bietern bereits in den Verdingungsunterlagen Mindestanforderungen vorzugeben hat. Diese Thematik wurde insbesondere durch die sog. „Traunfellner-Entscheidung“ des Europäischen Gerichtshofs vom 16. Oktober 2003 bekannt.

## Wirtschaftliche Bedeutung
Nebenangebote haben erhebliche Bedeutung in der Wirtschaft, hier insbesondere im Bauwesen. Für den Auftraggeber ergibt sich dadurch die Chance, dass vor allem spezialisierte Unternehmen als Bieter abweichende Verfahren, Baustoffe oder Vertragsbedingungen offerieren, die eine kostengünstigere, wirtschaftlichere, technisch weiter entwickelte oder schneller zu realisierende Möglichkeit zur Realisierung eines Bauvorhabens ermöglichen. Für Bieter kann ein Nebenangebot im Gegenzug entscheidende Vorteile im Wettbewerb um das wirtschaftlichste Angebot in einem Vergabeverfahren begründen.

## Rechtsprechung
In der Rechtsprechung beschäftigen sich Entscheidungen von Vergabekammern und -senaten insbesondere mit vergaberechtlichen Fragen. So entschied das Oberlandesgericht Düsseldorf, dass die Abgabe mehrerer Hauptangebote zulässig und die irrtümliche Bezeichnung als Nebenangebot unschädlich ist.
Vertragsrechtlich ist im Ergebnis vereinfachend zusammengefasst festzuhalten, dass ein Bieter nur für die Beeinträchtigungen haftet, die er durch sein Nebenangebot begründet hat und die nicht ohnehin auch bei Ausführung des Amtsentwurfs aufgetreten wären.
Architekten und Ingenieure, welche vom Auftraggeber nach HOAI für die Leistungsphase 7 „Mitwirkung bei der Vergabe“ beauftragt und bezahlt werden, sind auch zum Prüfen und Werten von Nebenangeboten und Änderungsvorschlägen verpflichtet. Das Oberlandesgerichts Schleswig hat mit Urteil vom 18. April 2006 – 3 U 14/05 festgestellt, dass die Prüfung von Nebenangeboten ohne grundlegend andere Konstruktionen im Hinblick auf die technische und funktionelle Durchführbarkeit, welche Planungsänderungen zur Folge hätten, keine vergütungspflichtige besondere Leistung darstellt. In der Version der HOAI 2013 ist das Prüfen und Werten von Nebenangeboten nun eine besondere Leistung.